# اوپیوم (شرکت ضبط موسیقی)
اوپیوم (انگلیسی: Opium) یک ناشر موسیقی آمریکایی مستقر در آتلانتا، جورجیا است که توسط پلی‌بوی کارتی در سال ۲۰۱۹ ایجاد گردید.